# Iker Clavero
Iker Clavero (Vitoria-Gasteiz, 24 de abril de 2003) es un músico y compositor español. Su estilo combina pop, electropop y electro house, con influencias del panorama musical vasco actual. Tras iniciar su trayectoria colaborando con otros artistas, especialmente la cantante Ainhize, desarrolla su carrera en solitario con el álbum conceptual DOLUAK, previsto para noviembre de 2025.

## Biografía
Nació en Vitoria-Gasteiz el 24 de abril de 2003. A los ocho años comenzó sus estudios musicales en el Conservatorio Jesús Guridi de Vitoria, donde se formó en percusión. Finalizó sus estudios a los 19 años.
Su primera etapa como músico estuvo ligada a colaboraciones con otros artistas, destacando su trabajo con Ainhize, con quien alcanzó repercusión en la escena vasca. Tras la separación artística, Iker Clavero emprendió su carrera en solitario.

## Carrera musical
En 2022 participó junto con Ainhize en el concurso Gaztea Cover, emitido en ETB1, donde alcanzaron la fase de semifinales después de interpretar su famosa cover de Resistiré, la cual acumula más de 65000 reproducciones en distintas plataformas. Ese mismo año apareció en diversos programas de Euskal Telebista, como el reality Abiapuntua, el concurso Esto No Es Normal o el espacio de entrevistas Edozein Herriko, conducido por Julian Iantzi.
En 2025 publicará su primer álbum en solitario, titulado Doluak, un proyecto conceptual que reflexiona sobre las diferentes fases y tipos de duelo. Cada canción representa una de las etapas del proceso, con un enfoque personal y emocional. El disco se lanzará oficialmente el 14 de noviembre de 2025, tras la publicación de los sencillos previos:
- Kontaktu Zero (12 de septiembre de 2025)
- Zelan Dakizu (3 de octubre de 2025) con la colaboración de su íntima amiga Johanny.
- Hautsa (24 de octubre de 2025)

## Estilo musical e influencias
Iker Clavero se mueve entre el pop, electropop y electro house, con referencias al panorama musical vasco contemporáneo. Su propuesta mezcla la sensibilidad lírica con una producción electrónica de carácter experimental.

## Discografía

### Álbumes
- DOLUAK (2025)

### Sencillos
- Huólì (2021)
- Resistiré (2022)
- Isiltasunean (2022)
- Kontaktu Zero (2025)
- Zelan Dakizu (2025)
- Hautsa (2025)

## Apariciones en televisión
- Gaztea Cover (ETB1, 2022) — semifinalista junto a Ainhize.
- Abiapuntua (ETB1, 2023).
- Esto No Es Normal (ETB1, 2023).
- Edozein Herriko (ETB1, 2022).

1. ↑  «Iker Clavero». elasticStage (en inglés británico). Consultado el 17 de agosto de 2025.
2. ↑  «Iker Clavero Perianes».
3. ↑  González, Carlos (22 de marzo de 2022). «Con todo por conquistar». Diario de Noticias de Álava. Consultado el 17 de agosto de 2025.
4. ↑  «Gaztea Cover: bigarren finalerdia, Gasteizen». EITB (en euskera). Consultado el 17 de agosto de 2025.
5. ↑  «DOLUAK». elasticStage (en inglés británico). Consultado el 17 de agosto de 2025.